# Age Before Beauty
Age Before Beauty é uma série de televisão britânica criada por Debbie Horsfield, que estreou na BBC One em 31 de julho de 2018. Com seis episódios, a série se passa na cidade de Manchester, e é protagonizada por Robson Green, Sue Johnston, Polly Walker e James Murray.

## Elenco
- Robson Green como Teddy Roxton
- Sue Johnston como Ivy-Rae Regan
- Polly Walker como Bel Finch
- James Murray como Wesley Finch
- Lisa Riley como Tina Regan
- Kelly Harrison como Leanne Roxton
- Vicky Myers como Heidi Regan
- Madeleine Mantock como Lorelei Bailey

## Recepção
A série tem 40% de aprovação no Rotten Tomatoes, com nota 5.6/10 baseada em 10 avaliações. O consenso geral diz que “Age Before Beauty aspira a ser um drama inteligente e glamouroso, mas essa série mal escrita precisa ser reformulada antes que seus comentários sociais e dinâmica de personagem possam ser mais do que superficial".